# Pulau Pengiki Besar
Pulau Pengiki Besar är en ö i Indonesien.   Den ligger i provinsen Kalimantan Barat, i den västra delen av landet, 700 km norr om huvudstaden Jakarta. Arean är 0,67 kvadratkilometer.
Terrängen på Pulau Pengiki Besar är lite kuperad. Öns högsta punkt är 139 meter över havet. Den sträcker sig 1,1 kilometer i nord-sydlig riktning, och 1,1 kilometer i öst-västlig riktning.